# León de Nemea

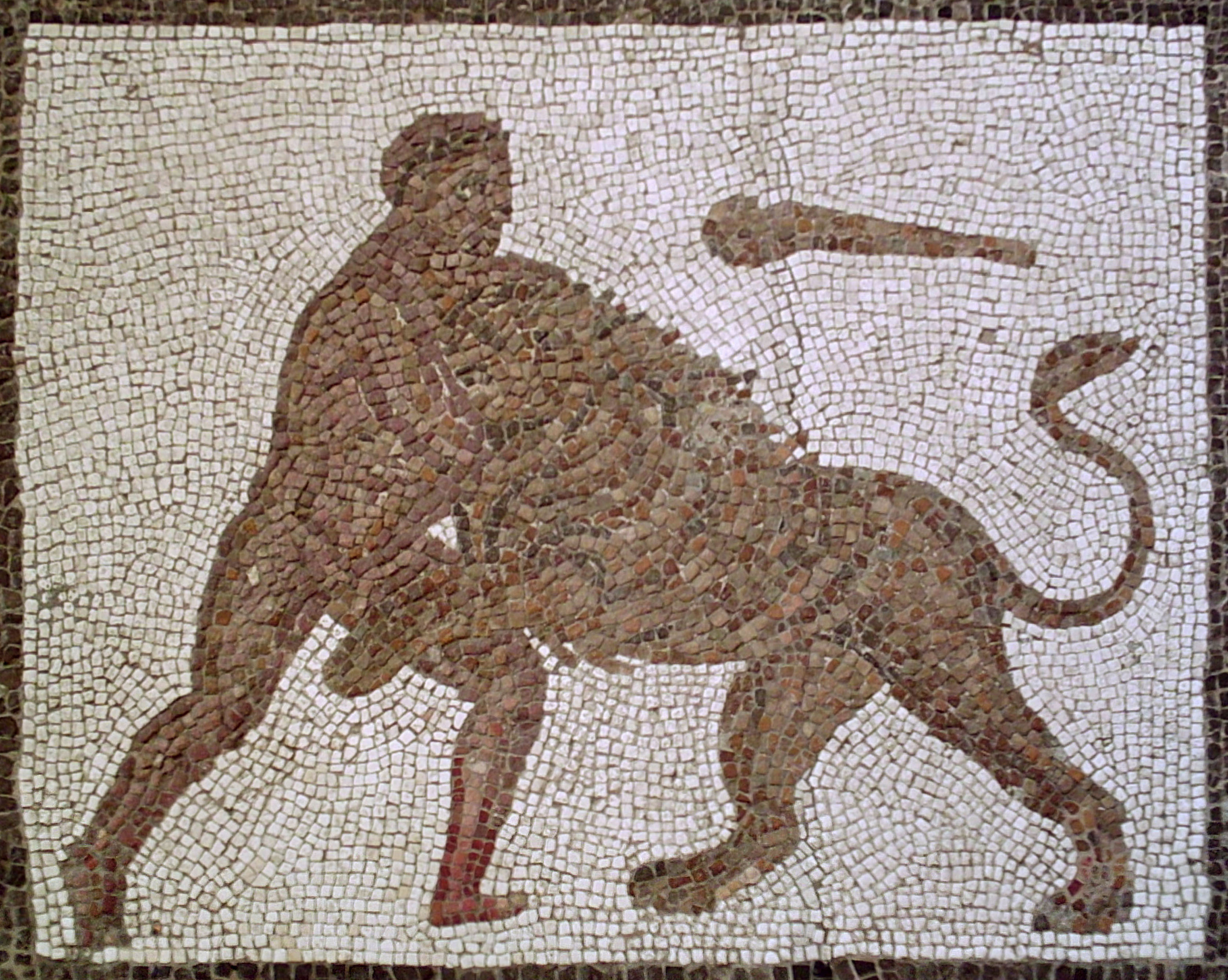
Hércules y el león de Nemea. Detalle del mosaico de los trabajos de Hércules de Liria (Valencia), en el M.A.N.

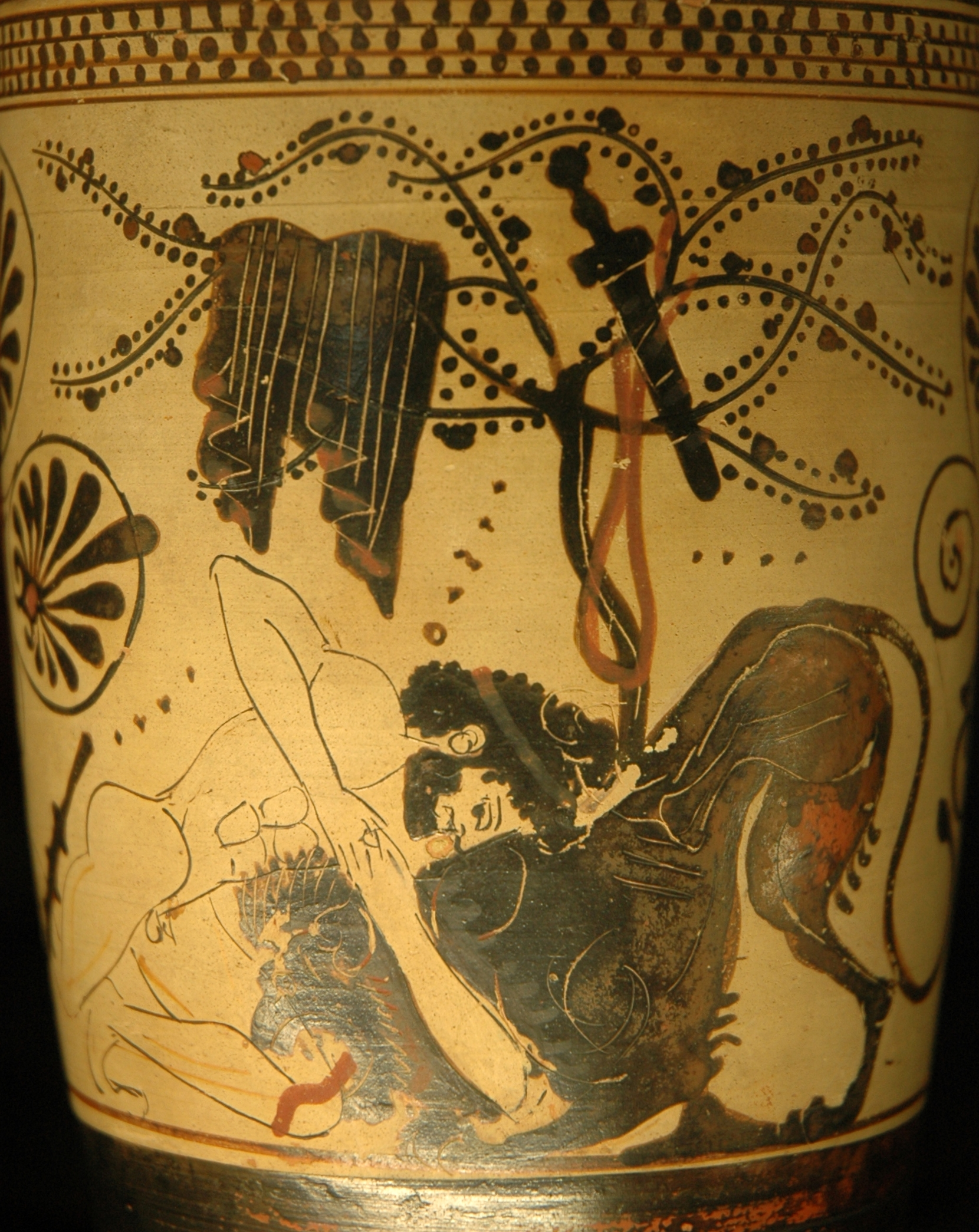
Heracles combatiendo al león de Nemea. Lécito de fondo blanco de comienzos del Museo del Louvre.

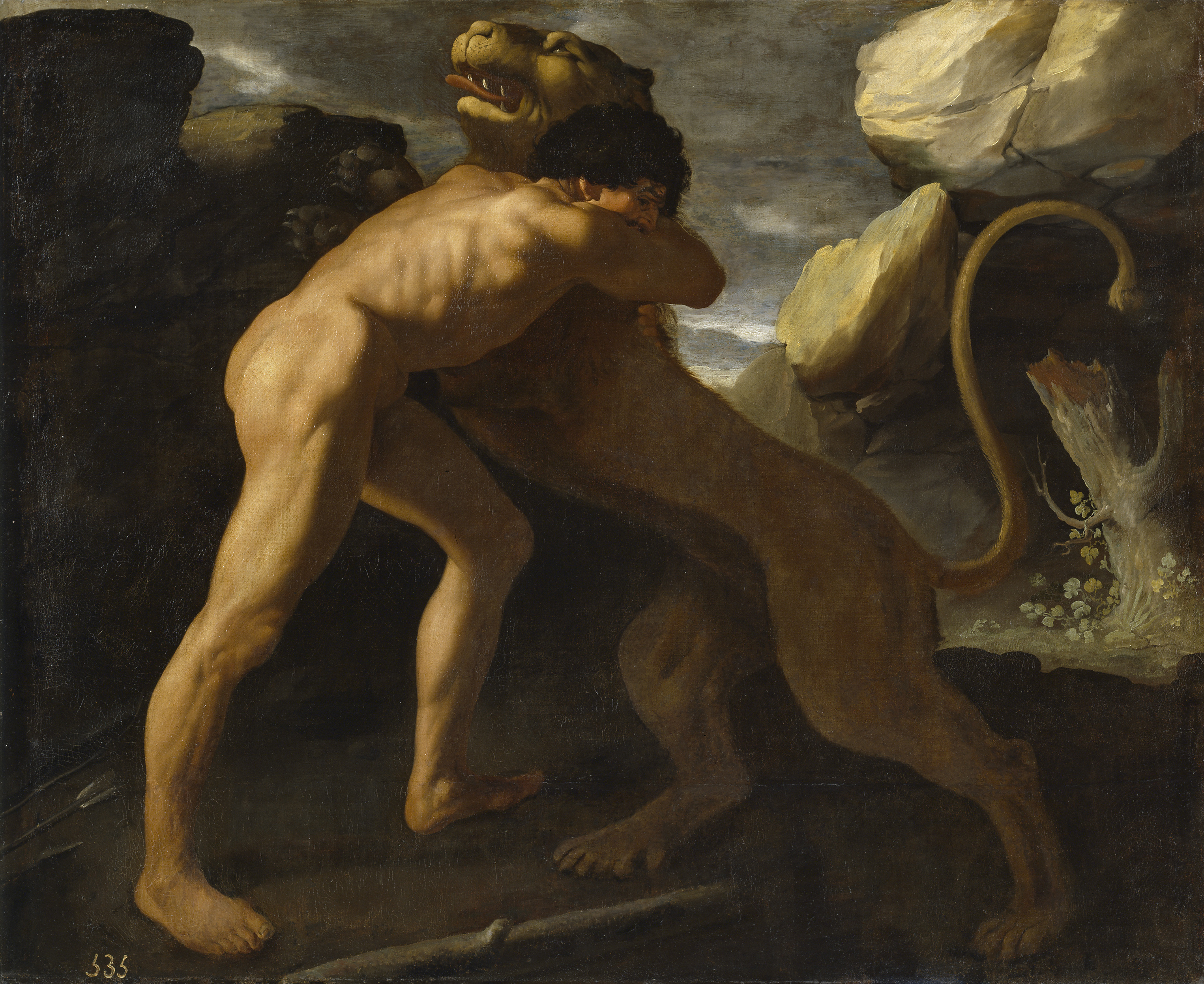
Hércules lucha con el león de Nemea, cuadro de Zurbarán en el Museo del Prado.

En la mitología griega, el león de Nemea (en griego Λέων τῆς Νεμέας léōn tēs Neméas; en latín Leo Nemeaeus) era un monstruo fiero e invulnerable que vivía en Nemea y devastaba especialmente el valle de Bembina. El primero de los doce trabajos de Heracles fue matar al león de Nemea y despojarlo de su piel. El león no tiene nombre, solo se lo denomina nemeo por los lugares donde frecuentaba. Heracles, a mediodía, le disparó varias flechas sin causarle ninguna herida, hasta que resolvió golpearle con su clava de acebuche en el cráneo, que partió con el impacto. El león quedó aturdido, momento en el cual Heracles lo agarró de espaldas y lo dejó sin aliento.

Su primera mención aparece en la Teogonía:
«Al león de Nemea, al que Hera, célebre esposa de Zeus, crio y puso en los montes de Nemea, calamidad para los hombres. Allí devastaba las tribus de hombres que habitaban el lugar y era dueño de Treto, Nemea y Apesante. Pero lo mató el vigor del fornido Heracles».
Hesíodo dice que Ortro fue el padre de la Esfinge y el león de Nemea pero a la madre de estos la denomina con un ambiguo «ella». Por el contexto parece que la Quimera fue la madre del león, pues es mencionada unos versos antes, aunque cabe la posibilidad de que con «ella» se haga referencia a la Hidra, Equidna o incluso Ceto. Focio dice que Ladón, el dragón que guarda las manzanas de las Hespérides, es hermano del león de Nemea. Apolodoro dice que el león nació de Tifón. Higino dice que el león fue criado por Selene, en un monte con dos cuevas. Eliano especifica que el león cayó de la luna «de hermosas trenzas, la cual en medio de terribles conmociones se liberó del fiero león de Nemea y le trajo por orden de la augusta Hera».

### Versión de Apolodoro
Heracles marchó a Tirinto y cumplió lo mandado por Euristeo. Éste primero le ordenó traer la piel del león de Nemea, animal invulnerable nacido de Tifón. Yendo en busca del león, llegó a Cleonas y se hospedó en casa de un jornalero llamado Molorco; cuando éste se disponía a inmolar una víctima Heracles le pidió que aguardara treinta días y, si regresaba indemne de la cacería, ofreciera el sacrificio a Zeus Soter («salvador»), mientras que si moría, se lo dedicara a él como héroe. Una vez en Nemea y habiendo rastreado el león, primero le disparó sus flechas, pero al darse cuenta de que era invulnerable, lo persiguió con la maza enarbolada; cuando el león se hubo refugiado en una cueva de dos bocas, obstruyó una, entró por la otra en pos del animal, y rodeándole el cuello con el brazo lo mantuvo apretado hasta que lo estranguló; luego lo cargó sobre sus hombros hasta Cleonas. Encontró a Molorco en el último de los treinta días dispuesto a ofrendarle una víctima por creerlo muerto, y entonces dedicó el sacrificio a Zeus Soter y llevó el león a Micenas. Euristeo, receloso de su vigor, le ordenó que en lo sucesivo no entrara en la ciudad sino que expusiera la presa ante las puertas.

### Catasterismo del León
Eratóstenes dice que el catasterismo del León es una de las constelaciones más visibles. Afirma que la primera prueba de Heracles era digna de ser recordada, pues, por afán de gloria, solo a este no lo mató con ayuda de armas sino que lo asfixió estrechándolo entre sus brazos. De ello habla Pisandro de Rodas. Por este motivo llevaba puesta su piel, convencido de que había realizado un hecho memorable. Este es el león que mató en Nemea. Eliano, disertando acerca del signo de Leo, dice que al león le desagrada y rehuye el fuego exterior, porque le abrasa el interior. Y como es de naturaleza muy ígnea, dicen que el Leo es la morada del Sol. Y cuando el Sol está en su mayor grado de calor y en el ápice del verano, dicen que se aproxima el León.

## Representaciones célebres
El pintor español Francisco de Zurbarán realizó 10 cuadros sobre los trabajos de Hércules, siendo uno de ellos el de la muerte del león de Nemea a manos de Hércules, que se encuentra en el Museo del Prado. Esta serie de Zurbarán se realizó para el Salón de Reinos del Palacio del Buen Retiro de Madrid.
| Los doce trabajos de Heracles                   |                            |
| Matar al León de Nemea y despojarle de su piel. | Matar a la Hidra de Lerna. |